# Syu
Syu (シュウ Shū?), född 23 september 1980, är en japansk elgitarrist. Han är medlem i banden Galneryus, Animetal, Valkyr och Aushvitz, där han i det sistnämnda även är sångare.
Syu har uppmärksammats både i och utanför Japan för sin tekniska färdighet och personliga spelstil. Han har spelat in instruktionsmaterial på DVD för olika musiktidningar och deltagit i en gitarrduell (”VS”) med Jani Liimatainen, tidigare sologitarrist i Sonata Arctica och Altaria. I en intervju har han uppgett att hans musikaliska bana inspirerades av X Japan, ett band han länge beundrat. Hans första instrument var trummor, men han övergick senare till gitarr, först klassisk och därefter elektrisk.
Bland andra framstående japanska gitarrister som Syu ofta nämns tillsammans med finns Hisashi Takai, Satoshi Katada, Norifumi Shima, Tomoaki Ishizuka, Gentaro Satomura och Takayoshi Ohmura.